# Mihail Fradkov
Mihail Jefimovič Fradkov (Samara, 1. rujna 1950.), bivši predsjednik Vlade Rusije.
Rođen je u židovskoj obitelji.
Na mjestu premijera bio je od 5. ožujka 2004. do 11. rujna 2007., kad je dao ostavku.